# Maksym Tret'jakov
Maksim V'jačeslavovyč Tret'jakov (in ucraino Максим Вячеславович Третьяков?; Troitsko-Safonove, 6 marzo 1996) è un calciatore ucraino, centrocampista del Kolos Kovalivka.

## Carriera

### Club
Ha giocato nella prima divisione ucraina.

### Nazionale
Ha giocato nelle nazionali giovanili ucraine Under-17, Under-18, Under-19, Under-20 ed Under-21.